# Camp Municipal de Can Sellarès
El Camp Municipal de Can Sellarès és una instal·lació poliesportiva ubicada a Viladecans.
Propietat de l'empresa Roca, va ser comprat pels ajuntaments de Gavà i Viladecans el 1987. L'equipament s'ubica al voltant de la masia de Can Sellarès i està format per un camp de gespa. camps de beisbol i softbol, camps de futbol i basquetbol a l'aire lliure i grades per a 1.100 espectadors. Entre d'altres esdeveniments, va ser una de les tres seus del Campionat d'Europa de beisbol de 1997. Fins al 2010, el Club Beisbol i Softbol Gavà i el Projecte Softball Gavanenc disputaven els seus partits de competició catalana i estatal. Utilitzat durant els últim anys per a ús esportiu i de lleure, l'Ajuntament de Viladecans preveu fer una reforma i rehabilitació de la instal·lació que ha generat una certa polèmica en el veïnat.